# 케네스 굴드
케네스 굴드(영어: Kenneth Gould, 1967년 5월 11일~)는 미국의 전직 권투 선수이다. 미국 국가대표 선수로 활동하여 1988년 하계 올림픽 남자 웰터급 종목에서 은메달을 획득했고 세계 선수권 대회에서 금메달 1개를 획득했다. 이후 1988년 말에 프로로 전향하여 1993년까지 활동했다.